# Gymnopilus aeruginosus
Gymnopilus aeruginosus är en svampart som först beskrevs av Peck, och fick sitt nu gällande namn av Rolf Singer 1951. Gymnopilus aeruginosus ingår i släktet Gymnopilus och familjen Strophariaceae.   Inga underarter finns listade i Catalogue of Life.